# Xã Colerain, Quận Bedford, Pennsylvania
Xã Colerain (tiếng Anh: Colerain Township) là một xã thuộc quận Bedford, tiểu bang Pennsylvania, Hoa Kỳ. Năm 2010, dân số của xã này là 1.195 người.